# Філь Олександр Олегович
Олександр Олегович Філь (23 березня 1995, Бережани, Тернопільська область — 16 серпня 2014, Хрящувате, Луганська область) — український військовик, солдат аеромобільно-десантного взводу аеромобільно-десантної роти аеромобільного-десантного батальйону військової частини А0284 Збройних сил України.

## Життєпис
Олександр Філь народився 23 березня 1995 р. у м. Бережани Тернопільської області.
Навчався у Бережанській ЗОШ № 1, після закінчення якої поступив до Бережанського агротехнічного інституту.
Олександр був єдиною дитиною у сім'ї. Його виховували без батька мама з бабусею. Був учасником молодіжної спортивно-патріотичної організації «Сокіл».
Змалку мріяв служити в армії. Тож, коли Олександрові виповнилося 18 років, після першого курсу навчання в інституті він вирішив залишити навчання й пішов служити за контрактом у 80-ту аеромобільну бригаду у Львові.
Із початком воєнних дій на Донбасі Олександр майже одразу вирушив у зону проведення антитерористичної операції. Разом з іншими бійцями охороняв аеропорти Донецька та Луганська. Олександр був навідником аеромобільно-десантного взводу військової частини А0284.
Ще 23 березня він відсвяткував свій дев'ятнадцятий День народження, який виявився останнім в його житті.
16 серпня 2014 р. у результаті смертельного поранення під час виконання бойового завдання в районі проведення АТО біля села Хрящувате під Луганськом Олександр Філь загинув. Того дня позиції українських солдатів російські найманці обстріляли шквальним вогнем із «Градів». Один снаряд влучив у будівлю, де перебував й Олександр. Тоді ж загинули Тарас Кулєба, Ігор Добровольський, Артур Лі, Денис Мирчук, Владислав Муравйов, Іван Пасевич, Назар Пеприк, Олег Тюріков, Денис Часовий.

## Відзнаки
- За активну життєву позицію, за внесок у збереження територіальної цілісності та суверенітету України ціною власного життя рішенням XXV сесії Бережанської міської ради № 997 від 9 жовтня 2014 р. Олександру Олеговичу Філю присвоєно звання «Почесний громадянин міста Бережани» посмертно.
- За особисту мужність і героїзм, виявлені у захисті державного суверенітету та територіальної цілісності України посмертно нагороджений орденом «За мужність» ІІІ ступеня[1].
- почесний громадянин Тернопільської области (2025, посмертно)[2].
- нагрудний знак «За оборону Луганського аеропорту» (посмертно)

## Вшанування
- У квітні 2015 року було відкрито почесну пам'ятну дошку на фасаді будівлі Бережанської ЗОШ І-ІІІ ст. № 1 на вшануваншя колишнього учня школи, випускника 2012 року Олександра Філя[3].
- Його портрет розміщений на меморіалі «Стіна пам'яті полеглих за Україну» у Києві: секція 2, ряд 9, місце 34.
- Вшановується 16 серпня на щоденному ранковому церемоніалі вшанування українських захисників, які загинули цього дня у різні роки внаслідок російської збройної агресії[4]